# Julien Vincent Macaire de Rougemont
Julien Vincent Macaire de Rougemont est un homme politique français né le 10 mars 1750 à Redon (Bretagne) et mort le 26 octobre 1831 à Vannes (Morbihan).

## Biographie
Julien Vincent Macaire de Rougemont est le fils de Julien-Nicolas Macaire, sieur de Rougemont, docteur en médecine de la faculté de Montpellier, et de Marie-Françoise Le Clerc. Il épouse Marie Charlotte Guezno de Penanster (sœur de Claude-René Guezno de Penanster).
Vérificateur des domaines à Morlaix, il s'installe à Quintin en 1791 et est élu député des Côtes-du-Nord au Conseil des Cinq-Cents le 15 vendémiaire an IV. Il est ensuite nommé directeur de l'enregistrement et des domaines à Chartres. Il est de nouveau député des Côtes-du-Nord de 1803 à 1814, avant de devenir directeur des domaines à Vannes.

## Sources
- « Julien Vincent Macaire de Rougemont », dans Adolphe Robert et Gaston Cougny, Dictionnaire des parlementaires français, Edgar Bourloton, 1889-1891 [détail de l’édition]